# Erythrolamprus bizona
Erythrolamprus bizona — вид змій родини полозових (Colubridae). Мешкає в Центральній і Південній Америці.

## Поширення і екологія
Erythrolamprus bizona мешкають на сході Панами, в Колумбії і Венесуелі, а також в Коста-Риці. Вони живуть у рівнинних сухих лісах та у вологих тропічних лісах на середніх і великих висотах. Зустрічаються на висоті до 2000 м над рівнем моря. Живляться переважно іншими зміями, а також ящірками.